# Jakub Nakládal
Jakub Nakládal (ur. 30 grudnia 1987 w Hradcu Králové) – czeski hokeista, reprezentant Czech, olimpijczyk.

## Kariera
- BK Mladá Boleslav U18 (2001-2002)
- HC Pardubice U18 (2002-2004)
- HC Pardubice U20 (2004-2007)
- HC Pardubice (2006-2011)
  -  Berounští Medvědi (2007)
  -  HC Vrchlabí (2008)
  -  HC Chrudim (2009)
- Saławat Jułajew Ufa (2011-2012)
- Spartak Moskwa (2012)
- HC Lev Praga (2013-2014)
- TPS (2014-2015)
- Calgary Flames (2015-2016)
- Carolina Hurricanes (2016)
- Łokomotiw Jarosław (2016-2020)
- HC Pardubice (2020-)

Wychowanek HC Hradec Králové. Od października 2011 roku zawodnik Saławatu Jułajew Ufa. W maju 2012 roku został przekazany do Spartaka Moskwa w zamian za Słowaka Ivana Barankę. 28 grudnia 2012 roku związał się z beniaminkiem ligi KHL, rodzimym klubem HC Lev Praga. Po sezonie 2012/2013 przedłużył o rok kontrakt z klubem o dwa lata. Od lipca 2014 zawodnik TPS. Od maja 2015 zawodnik Calgary Flames. Od października do listopada 2016 zawodnik Carolina Hurricanes. Od grudnia 2016 zawodnik Łokomotiwu Jarosław. W czerwcu 2020 powrócił do HC Pardubice.
Uczestniczył w turniejach mistrzostw świata w 2012, 2013, 2015, Pucharu Świata 2016 oraz zimowych igrzysk olimpijskich 2018.

## Sukcesy
Reprezentacyjne
- Brązowy medal mistrzostw świata: 2012

Klubowe
- Srebrny medal mistrzostw Czech: 2007 z HC Pardubice
- Złoty medal mistrzostw Czech: 2010 z HC Pardubice
- Brązowy medal mistrzostw Czech: 2011 z HC Pardubice
- Finał KHL o Puchar Gagarina: 2014 z HC Lev Praga
- Brązowy medal mistrzostw Rosji: 2017 z Łokomotiwem Jarosław

Indywidualne
- Ekstraliga czeska w hokeju na lodzie (2009/2010):
  - Pierwsze miejsce w klasyfikacji +/- w fazie play-off: 6 asyst
  - Najlepszy obrońca sezonu
- KHL (2016/2017):
  - Najlepszy obrońca miesiąca - luty 2017[13]
  - Najlepszy obrońca - półfinały konferencji[14]
  - Drugie miejsce w klasyfikacji strzelców wśród obrońców w fazie play-off: 6 goli
  - Piąte miejsce w klasyfikacji kanadyjskiej wśród obrońców w fazie play-off: 11 punktów